# Balde (Carballeda de Avia)
Balde (llamada oficialmente San Martiño de Balde) es una parroquia y un lugar español del municipio de Carballeda de Avia, en la provincia de Orense, Galicia.

## Toponimia
La parroquia también es conocida por el nombre de San Martín de Balde.

## Organización territorial
La parroquia está formada por una entidad de población:
- Balde

## Demografía
Gráfica demográfica del lugar y parroquia de Balde según el INE español:
| Gráfica de evolución demográfica de Balde entre 2000 y 2022 |
|                                                             |
| Datos según el nomenclátor publicado por el INE.            |